# Katastralgemeinde Zeltschach
Die Katastralgemeinde Zeltschach ist eine von drei Katastralgemeinden der Stadtgemeinde Friesach im Bezirk Sankt Veit an der Glan in Kärnten. Sie hat eine Fläche von 3342,52 ha.
Die Katastralgemeinde gehört zum Sprengel des Vermessungsamtes Klagenfurt.

## Lage
Die Katastralgemeinde liegt im Norden des politischen Bezirks Sankt Veit an der Glan. Sie umfasst Teile des Friesacher Felds und des Guttaringer Berglands. Die Katastralgemeinde erstreckt sich über eine Höhenlage von 640 Metern an der Olsa bei Hartmannsdorf am Westrand der Katastralgemeinde bis zu 1497 Metern am Alpl am Nordrand der Katastralgemeinde. Die Katastralgemeinde Zeltschach grenzt im Norden an die Steiermark, im Nordosten an die Gemeinde Hüttenberg, im Osten an die Gemeinde Guttaring, im Süden an die Gemeinde Micheldorf, und im Westen an die ebenfalls zur Gemeinde Friesach gehörenden Katastralgemeinden Friesach und St. Salvator.

## Ortschaften
Jeweils zur Gänze auf dem Gebiet der Katastralgemeinde Zeltschach befinden sich die Ortschaften Harold, Kräuping, Oberdorf II, Pabenberg, Sattelbogen, Schwall, Silbermann, Zeltschach, Zeltschachberg und Wiegen (der Kärntner Teil des Orts). Teilweise auf dem Gebiet der Katastralgemeinde Zeltschach befinden sich die Ortschaften Dobritsch, Gaisberg, Grafendorf, Hartmannsdorf und Judendorf.

## Vermessungsamt-Sprengel
Die Katastralgemeinde gehört seit 1. Jänner 1998 zum Sprengel des Vermessungsamtes Klagenfurt. Davor war sie Teil des Sprengels des Vermessungsamtes St. Veit an der Glan.

## Geschichte
Ende des 18. Jahrhunderts wurden die Kärntner Steuergemeinden (später: Katastralgemeinden) gebildet und Steuerbezirken zugeordnet. Die Steuergemeinde Zeltschach wurde Teil des Steuerbezirks Dürnstein.
Im Zuge der Reformen nach der Revolution 1848/49 wurden die Steuerbezirke aufgelöst und Ortsgemeinden geschaffen. Die Katastralgemeinde Zeltschach kam an die Gemeinde Friesach. Die Größe der Katastralgemeinde Zeltschach wurde 1854 mit 5809 Österreichischen Joch und 355 Klaftern (ca. 3343 ha, was etwa der heutigen Fläche entspricht) angegeben. Im Jahr 1854 hatte die Katastralgemeinde 884 Einwohner, im Jahr 1865 waren es 1226.
1890 wurde die Katastralgemeinde Zeltschach von der Gemeinde Friesach abgespalten und daraus die neue Gemeinde Zeltschach gebildet. 1961 wurde die Fläche der Katastralgemeinde mit 3342,57 ha angegeben, 1991 mit 3342,52 ha. 1973 kam die Katastralgemeinde Zeltschach zurück an die Gemeinde Friesach.
Die Katastralgemeinde Zeltschach gehörte ab 1850 zum politischen Bezirk Sankt Veit an der Glan und zum Gerichtsbezirk Friesach. Von 1854 bis 1868 gehörte sie zum Gemischten Bezirk Friesach. 1868 kam sie zum politischen Bezirk Sankt Veit an der Glan, zu dem sie bis heute gehört. Was die Gerichtsbarkeit betrifft, kam sie 1868 zum Gerichtsbezirk Friesach; seit dessen Auflösung 1978 gehört sie zum Gerichtsbezirk Sankt Veit an der Glan.